# Onthophagus tesquorum
Onthophagus tesquorum é uma espécie de inseto do género Onthophagus, família Scarabaeidae, ordem Coleoptera.
Foi descrita cientificamente por Semenov & Medvedev em 1927.